# Rhamphomyia americana
Rhamphomyia americana är en tvåvingeart som beskrevs av Christian Rudolph Wilhelm Wiedemann 1830. Rhamphomyia americana ingår i släktet Rhamphomyia och familjen dansflugor. Inga underarter finns listade i Catalogue of Life.